# Polos

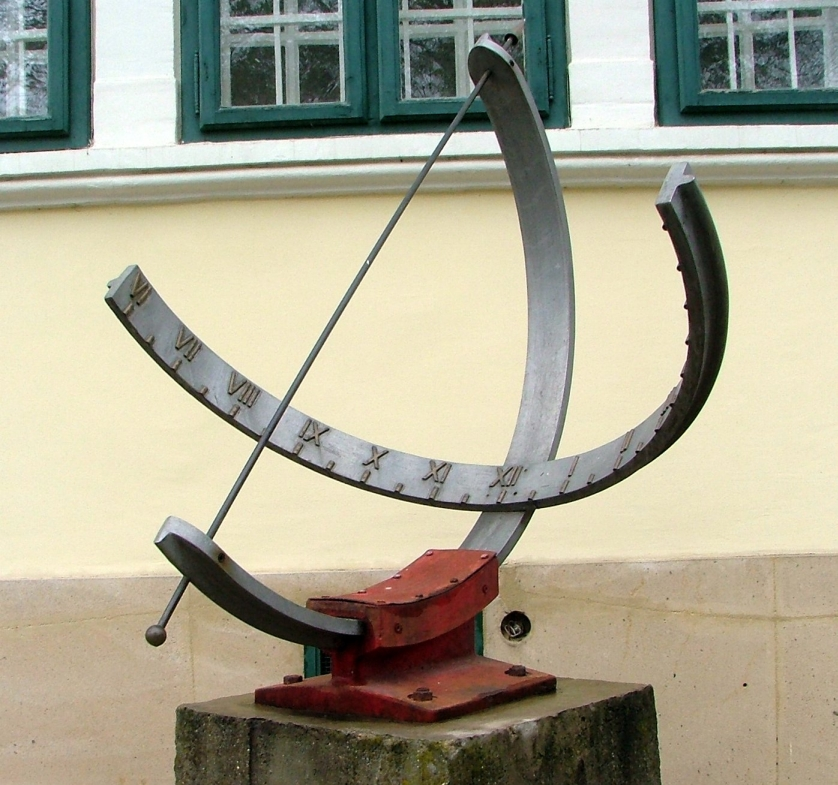
Polos zde představuje tyč spojující půlkruh slunečních hodin

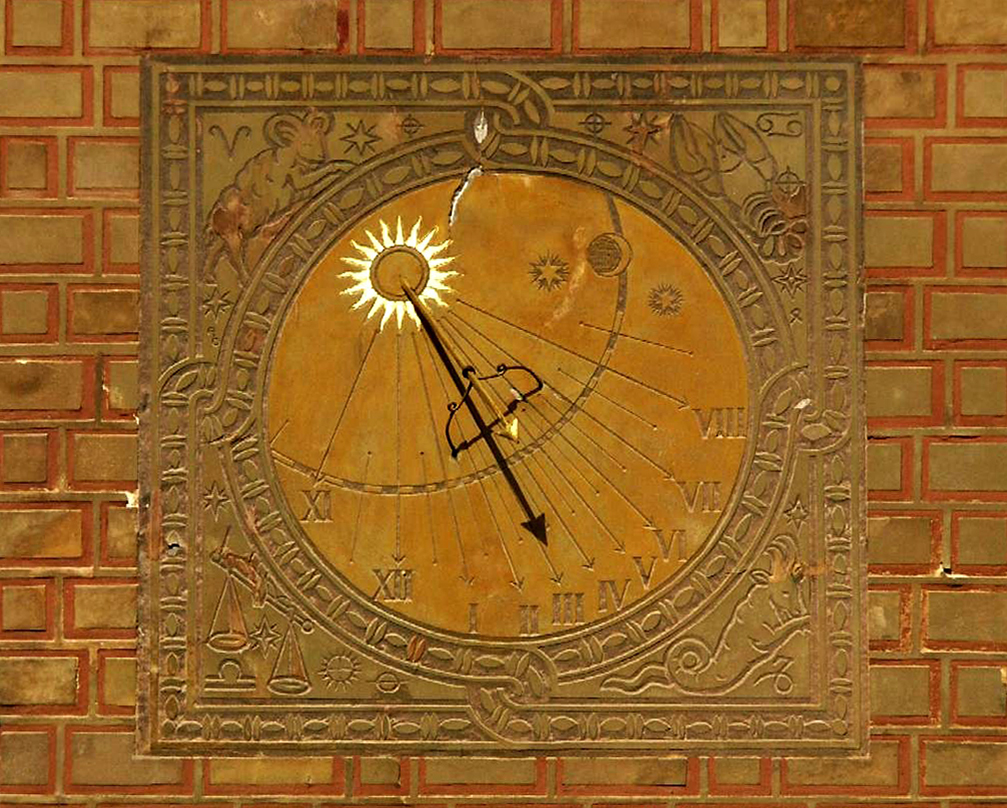
Polos u nástěnných slunečních hodin

Polos je část slunečních hodin. Jde o ukazatel rovnoběžný se zemskou osou, tedy svírající s horizontální rovinou úhel rovnající se hodnotě místní zeměpisné šířky a procházející rovinou místního poledníku. Tato poloha zajišťuje stejnost časových hodnot po celý rok. Časový údaj určuje směr stínu ukazatele. Mají-li sluneční hodiny opatřené polosem ukazovat i jiné hodiny než poloorlojní nebo navíc údaje kalendářní, musí být polos opatřen nodem.
Protože Praha leží na 50° severní šířky, je polos od vodorovné roviny skloněn v úhlu 50° (tj. směřuje k Polárce).